# 豚回虫
豚回虫（ぶたかいちゅう、学名：Ascaris suum）は、ブタ、ヒト、大型類人猿、稀にウシやヒツジの小腸に寄生する線虫の1種。成虫は雄15-25cm、雌20-35cmであり体色は乳白色である。虫卵は黄褐色、楕円形で、大きさは50～70×40～50μm、卵殻は厚く、表面に蛋白膜がある。虫卵が経口摂取により体内に侵入すると、肝臓、肺、口腔を経て小腸へと至り、成虫となる。寄生されたブタでは肝臓に白斑（肝白斑症、ミルクスポット）や肺に点状出血が認められることがある。プレパテント・ピリオドは50-60日であり、虫卵の抵抗性は強く、10年以上生存することもある。